# Leon Sash
Leon Sash (* 19. Oktober 1922; † 25. November 1979) war ein US-amerikanischer Jazz-Akkordeonist.

## Leben und Wirken
Sash verlor mit elf Jahren das Augenlicht; als Jugendlicher lernte er das Akkordeonspiel und begann mit 16 Jahren als professioneller Musiker aufzutreten. 1954 nahm er mehrere 78er für EmArcy Records auf, die später als LP The Master erschienen und ihm die Anerkennung durch Nat Hentoff und Barry Ulanov einbrachten. 1956 folgte ein Album für das Label Storyville (This is the Jazz Accordion!). 1957 trat er als erster Akkordeonspieler auf dem Newport Jazz Festival auf; der Mitschnitt erschien auf einer Plattenseite eines Verve-Albums, gekoppelt mit einem Newport-Mitschnitt des Toshiko Akiyoshi Trio (Toshiko and Leon Sash at Newport). 1962 arbeitete Sash auch mit einer Formation mit drei Akkordeonisten, zusätzlich zu seinem Lead-Akkordeon mit einem Bassakkordeon und einem  Celloakkordeon.
Ebenfalls 1962 nahm Sash ein Livealbum auf, mitgeschnitten im Velvet Heart Club in Chicago sowie das Columbia-Album Hi-Fi Holiday for Accordion: Twin Accordions of Leon Sash. 1967 erschien eine weitere und letzte LP des Akkordeonisten, das Studioalbum I Remember Newport, erschienen auf Delmark Records, mit seiner Frau Lee Morgan (Bass) und Ed Uhlig (Schlagzeug). Das Album erhielt vorwiegend populäre Jazzstandards wie Misty, Pennies from Heaven, Polka Dots and Moonbeams und Our Love Is Here to Stay. Bis zu seinem Tod 1979 trat er weiterhin in Clubs auf. Im Bereich des Jazz war er zwischen 1954 und 1967 an vier Aufnahmesessions beteiligt. Sash gehörte mit Art Van Damme, Mat Mathews, George Shearing und Alice Hall zu den wenigen Bop-beeinflussten Akkordeonisten.

## Diskographische Hinweise
- Leon the Lion/Package For Peggy (veröffentlicht in den 1950er Jahren)
- The Master (1954)
- This Is The Jazz Accordion (1956)
- Toshiko and Leon Sash at Newport (1957)
- Hi-Fi Holiday for Accordion: The Twin Accordions of Leon Sash (1962)
- The Leon Sash Quintet Plays Big Band Jazz (mit Jerry Cigler) (1962)
- I Remember Newport (1997)
- Leon Sash - The Master (veröffentlicht in den 1950er Jahren, remastered im Jahr 1983)